# Олџејто Монјумент Вали (Јута)
Олџејто Монјумент Вали (енгл. Oljato-Monument Valley) насељено је место без административног статуса у америчкој савезној држави Јута.

## Демографија
По попису из 2010. године број становника је 674, што је 190 (-22,0%) становника мање него 2000. године.
| Група             | 2000.     | 2010.     |
| Белци             | 43 (5,0%) | 31 (4,6%) |
| Афроамериканци    | 0 (0,0%)  | 0 (0,0%)  |
| Азијати           | 0 (0,0%)  | 1 (0,1%)  |
| Хиспаноамериканци | 8 (0,9%)  | 10 (1,5%) |
| Укупно            | 864       | 674       |